# Velika nagrada Penya Rhina 1946
Velika nagrada Penya Rhina 1946 je bila štirinajsta in zadnja dirka za Veliko nagrado v sezoni Velikih nagrad 1946. Odvijala se je 27. oktobraa 1946 na dirkališču Pedralbes. 

## Rezultati

### Dirka
| Poz | Št | Dirkač           | Moštvo                         | Dirkalnik     | Krogi | Čas/Odstop  |
| --- | -- | ---------------- | ------------------------------ | ------------- | ----- | ----------- |
| 1   | 10 | Giorgio Pelassa  | Privatnik                      | Maserati 4CL  | 80    | 2:46:52s    |
| 2   | 26 | Ciro Basadonna   | Privatnik                      | Maserati 4CL  | 80    | + 33.0s     |
| 3   | 30 | Alberto Puigpala | Privatnik                      | Maserati 6CM  | 76    | +4 krogi    |
| 4   | 14 | Bruno Carenna    | Privatnik                      | Cisitalia D46 | 56    | +24 krogov  |
| 5   | 6  | Leslie Brooke    | ERA Ltd.                       | ERA B         | 26    | + 54 krogov |
| Ods | 4  | Luigi Villoresi  | Scuderia Ambrosiana            | Maserati 4CL  | 57    | Motor       |
| Ods | 8  | Reg Parnell      | Privatnik                      | Maserati 4CL  | 6     | Motor       |
| Ods | 20 | Enrico Platé     | Privatnik                      | Talbot T700   | 1     | Trčenje     |
| Ods | 2  | Nello Pagani     | Scuderia Automovilistica Milan | Maserati 4CL  | 1     | Trčenje     |
| Ods | 16 | Joaquín Palacio  | Privatnik                      | Maserati 4CM  | 1     | Trčenje     |